# Cerkiew św. Aleksandra Newskiego w Werenowie
Cerkiew pod wezwaniem św. Aleksandra Newskiego – prawosławna cerkiew parafialna w Werenowie, w dekanacie werenowskim eparchii grodzieńskiej i wołkowyskiej Egzarchatu Białoruskiego Patriarchatu Moskiewskiego.
Obiekt znajduje się przy ulicy Wiasnowej (Wiosennej).
Świątynię wzniesiono w latach 1993–2000. Znaczący wkład w sfinansowanie budowy wnieśli zamieszkujący w Wielkiej Brytanii potomkowie generała Kipryjana Kandratowicza.
Cerkiew została poświęcona 13 maja 2000 r. przez biskupa grodzieńskiego i wołkowyskiego Artemiusza.